# Gerald O'Hara
Gerald Patrick Aloysius O'Hara (4 mai 1895 - 16 juillet 1963) est un prélat américain de l'Église catholique. Il est évêque auxiliaire de l'archidiocèse de Philadelphie (1929-1935), évêque de Savannah en Géorgie (1935-1959), nonce apostolique en Roumanie (1947-1950) et régent pontifical en Roumanie, nonce apostolique en Irlande (en) (1951-1954) et délégué apostolique en Grande-Bretagne (1954-1963).

## Biographie

### Formation
Gerald O'Hara est né le 4 mai 1895 dans la section Green Ridge de Scranton, Pennsylvanie, de Patrick James et Margaret (née Carney) O'Hara, tous deux d'origine irlandaise. Son père est dentiste. Il étudie à l'école Notre-Dame des Douleurs et lycée Saint-Joseph (en), toutes deux à Philadelphie, Pennsylvanie. De 1911 à 1918, O'Hara étudie au séminaire Saint-Charles-Borromée de Philadelphie. Il entre ensuite au Séminaire pontifical romain à Rome, obtenant un doctorat en théologie en 1921

### Ordination et ministère
O'Hara est ordonné à la prêtrise pour l'archidiocèse de Philadelphie par le cardinal Basilio Pompili à Rome le 3 avril 1920. Il obtient un doctorat en droit canonique et civil de l'Athénée pontifical romain Saint Apollinaire (en) en 1924. Il passe plusieurs années à étudier à l'étranger, voyageant à travers l'Europe et le Moyen-Orient. Après son retour en Pennsylvanie en 1926, O'Hara devient secrétaire privé du cardinal Dennis Dougherty, l'archevêque de Philadelphie. O'Hara est également juge au tribunal matrimonial de l'archidiocèse

### Évêque auxiliaire de Philadelphie
Le 26 avril 1929, O'Hara est nommé évêque auxiliaire de l'archidiocèse de Philadelphie et évêque titulaire d'Héliopolis-en-Phénicie (de) par le pape Pie XI. Il reçoit sa consécration épiscopale le 21 mai 1929, par le cardinal Dougherty, les évêques John MacGinley (en) et Thomas O'Reilly (en) servant de co-consécrateurs, à la cathédrale Saints-Pierre-et-Paul de Philadelphie
En plus de ses fonctions épiscopales, O'Hara sert comme pasteur de la paroisse de la Nativité B.V.M. à Port Richmond, Philadelphie, et comme vicaire général de l'archidiocèse. O'Hara est également président de l'Association historique catholique américaine (en) de 1934 à 1936

### Évêque de Savannah

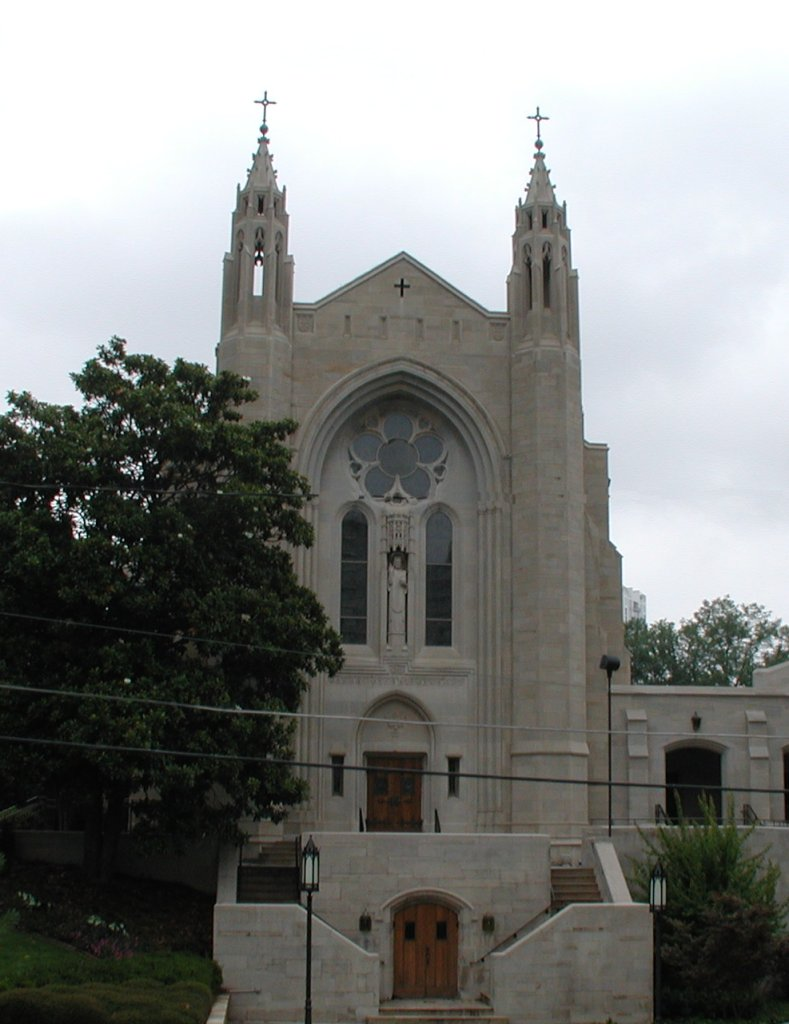
Cathédrale du Christ-Roi d'Atlanta

Le 26 novembre 1935, O'Hara est nommé neuvième évêque de Savannah par Pie XI, succédant à l'évêque Michael Keyes. En 1936, le diocèse est rebaptisé diocèse de Savannah-Atlanta. Avec la création du Diocèse d'Atlanta distinct en 1956, le diocèse de Savannah retrouve son nom d'origine,.
Pendant son mandat, O'Hara érige la cathédrale du Christ-Roi d'Atlanta, qui ste inaugurée par en janvier 1939. La cathédrale a été construite sur l'ancien site des rassemblements du Ku Klux Klan, et O'Hara a même invité le sorcier impérial Hiram Evans à l'inauguration. O'Hara critique le Savannah Press après que le journal ait publié un éditorial fantaisiste sur la fête de la Saint-Patrick répétant une vieille histoire sur Saint Patrick où il aurait autorisé les femmes de la classe supérieure en Irlande à courtiser les hommes pendant les années bissextiles.

### Représentant du pape en Roumanie

Armoiries de la Roumanie (de 1952 à 1965)

En plus de son rôle d'évêque diocésain, O'Hara est nommé régent de la nonciature apostolique à la République socialiste de Roumanie à Bucarest, le 19 février 1947. Pendant cette période, son vicaire général et chancelier (en) assume l'administration active du diocèse de Savannah
Pendant ses trois années en Roumanie, O'Hara dénonce à plusieurs reprises le gouvernement communiste roumain pour sa persécution des catholiques latins et des catholiques grecs. Le 4 juillet 1950, lors d'une réunion au ministère roumain des Affaires étrangères, des représentants du gouvernement accusent O'Hara d'espionnage pour les États-Unis, le Royaume-Uni et la Turquie. Le chauffeur roumain d'O'Hara, jugé pour espionnage, a déjà impliqué O'Hara et d'autres membres du personnel. O'Hara déclare par la suite que le chauffeur a été torturé et forcé à mentir. La réunion au ministère des Affaires étrangères se termine par l'expulsion d'O'Hara le même jour,,
De retour à New York, O'Hara nie les allégations roumaines, les qualifiant de « mensonges du début à la fin ». O'Hara accuse le gouvernement roumain de terrorisme, insistant sur le fait que « notre intérêt était uniquement le bien-être de 3 000 000 de personnes catholiques en Roumanie »,

### Nonce apostolique en Irlande
Le 12 juillet 1950, O'Hara se voit accorder le titre personnel d'archevêque par le pape Pie XII. O'Hara est nommé nonce apostolique en Irlande (en) le 27 novembre 1951
En 1953, Paul Blanshard (en), auteur et critique de l'Église catholique, demande au Département d'État des États-Unis de révoquer la citoyenneté américaine d'O'Hara. Blanshard prétend que O'Hara viole la loi McCarran de 1950 sur la sécurité intérieure en servant d'agent d'une puissance étrangère (le Vatican). Le Département d'État rejette la requête de Blanshard

### Délégué apostolique en Grande-Bretagne

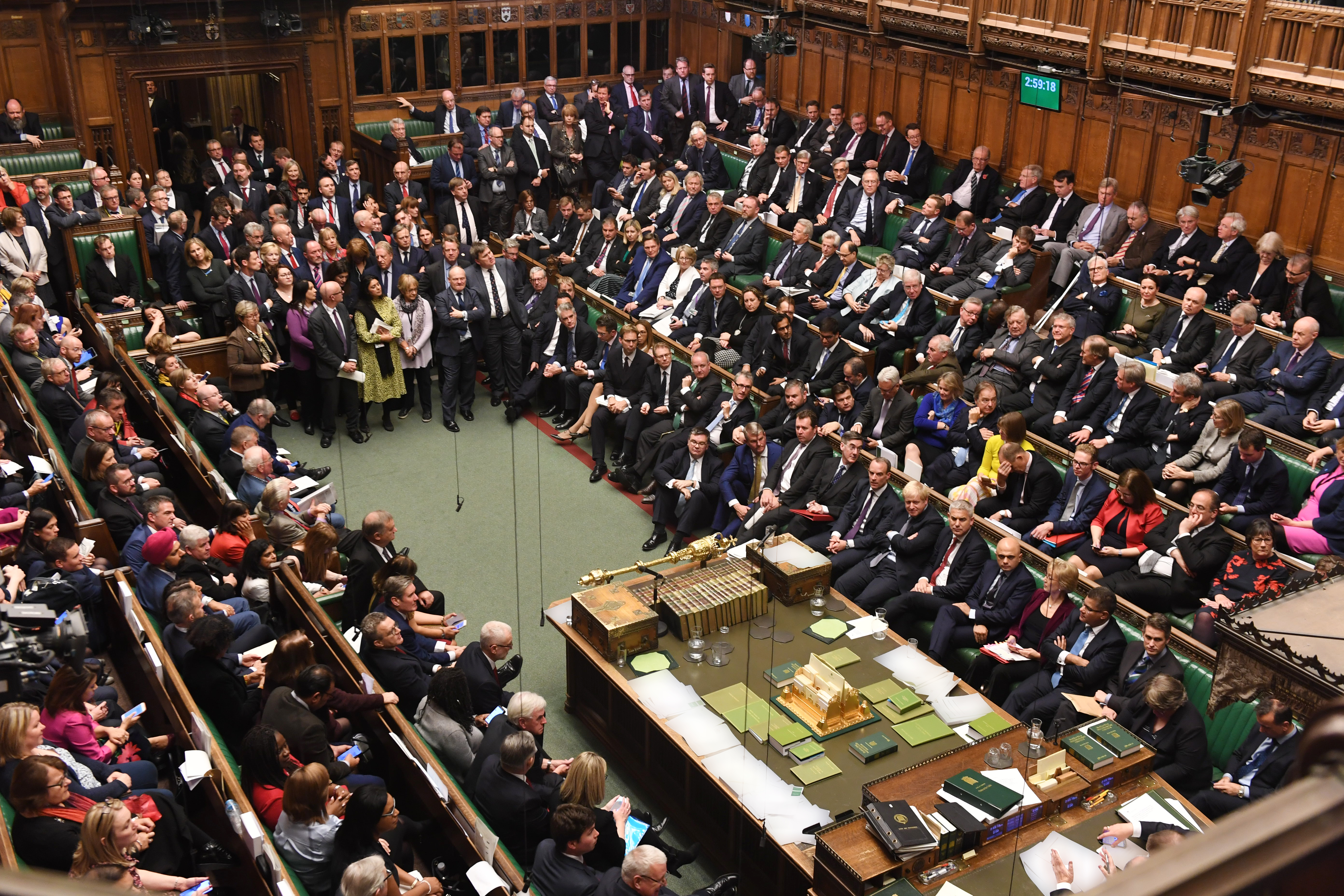
Chambre des communes du Royaume-Uni, 2019

Le 8 juin 1954, O'Hara est nommé délégué apostolique en Grande-Bretagne. En tant que délégué apostolique, sa juridiction comprend également Malte, Gibraltar, et Bermudes. En mai 1958, O'Hara est admis à l'hôpital Saint-Antoine de North Cheam (en) à Londres avec un cas grave de pneumonie bronchique après être revenu au Royaume-Uni d'un voyage à l'étranger.
Drainé par ses doubles fonctions de diplomate papal et d'évêque diocésain, O'Hara démissionne de son poste d'évêque de Savannah le 12 novembre 1959 ; il est nommé archevêque titulaire de Pessinus (de) par le pape Jean XXIII à la même date,. En 1960, O'Hara devient le premier représentant papal à visiter le parlement britannique en plus de 400 ans.

### Décès et héritage
Gerald O'Hara meurt le 16 juillet 1963 d'un infarctus du myocarde dans sa résidence de Wimbledon à Londres, à l'âge de 68 ans. Son requiem est célébrée par l'archevêque John Heenan à la cathédrale de Westminster de Londres. Son corps est ensuite rapatrié par avion à Philadelphie, où il est enterré dans la crypte de la cathédrale des Saints-Pierre-et-Paul,.

## Succession apostolique
Gerald O'Hara a ordonné les évêques suivants :
- Évêque Anton Durcovici (1948)
- Archevêque Ioan Ploscaru (1948)
- Évêque Ioan Duma (ro), O.F.M.Conv. (1948)
- Archevêque Adalbert Boroș (1948)
- Évêque Imre Erőss (ro) (1949)
- Évêque Szilárd Ignác Bogdánffy (1949)
- Évêque Ioan Dragomir (de) (1949)
- Évêque Iuliu Hirțea (1949)
- Évêque Joseph Schubert (ro) (1950)
- Archevêque Thomas Joseph Brosnahan (en), C.S.Sp. (1953)
- Évêque Robert Stephen Dehler (de), C.R. (1956)
- Évêque John Farmer Healy (en) (1956)
- Évêque Stephen McGill (en), P.S.S. (1960)